# ویلیام پول
ویلیام پول (انگلیسی: William Poole؛ زادهٔ ۱۹ ژوئن ۱۹۳۷) اقتصاددان اهل ایالات متحده آمریکا است.
وی یازدهمین رئیس بانک فدرال رزرو سنت لوئیس بود.